# Quentin Samaran
Pour les articles homonymes, voir Samaran.
Pas d'image ? Cliquez ici

a Compétitions nationales et continentales officielles uniquement.

Dernière mise à jour le 22 mai 2023.
Quentin Samaran, né le 30 décembre 1997, est un joueur français de rugby à XV. Il évolue au poste de pilier.

## Biographie
Quentin Samaran rejoint l'AS Béziers en Cadets. Il fait ses débuts en équipe première en octobre 2017 contre l'US Montauban en Pro D2 puis signe son premier contrat professionnel en 2018. En 2021, il s'engage pour deux saisons au Biarritz olympique, tout juste promu en Top 14. En avril 2023, il s'engage à Provence Rugby.